# Noël Vantyghem
Noël Vantyghem (Ieper, 9 de octubre de 1947 - De Panne, 10 de junio de 1994) fue un ciclista belga, que fue profesional entre 1969 y 1975. En su palmarés destaca la París-Tours de 1972, así como otras clásicas belgas. 

## Palmarés
- 1968
  - Campeón de Bélgica amateur 
  - Vencedor de una etapa de la Carrera de la Paz
- 1969
  - 1.º en el Circuito de Houtland-Torhout
  - 1.º en la Gullegem Koerse
- 1970
  - 1.º en el Gran Premio de Fourmies
  - 1.º en el Circuito de la Frontera
  - 1.º en el Circuito del puerto de Dunkerque
  - 1.º en el Premio de Dunkerque
  - Omloop van de Vlasstreek

- 1971
  - 1.º en el Premio de Langemark
  - Vencedor de una etapa del Tour de Indre-te-Loire
- 1972
  - 1.º en la París-Tours
  - 1.º en el Circuito de la Frontera
  - 1.º en la Schaal Sels
  - 1.º en el Premio de Ingelmunster
  - Vencedor de una etapa de los Cuatro Días de Dunkerque
- 1973
  - 1.º en  la Nokere Koerse
  - 1.º en el Premio de Kustpijl
- 1974
  - 1.º en el Premio de Ingelmunster